# Позорац
Позорац је насељено место у саставу општине Марина, Сплитско-далматинска жупанија, Република Хрватска.

## Историја
До територијалне реорганизације у Хрватској налазио се у саставу старе општине Трогир. Као самостално насељено место, Позорац постоји од пописа 2001. године. Настало је издвајањем дела насеља Марина.

## Становништво
На попису становништва 2011. године, Позорац је имао 137 становника. За национални састав 1991. године, погледати под Марина.
| Број становника по пописима | Број становника по пописима | Број становника по пописима | Број становника по пописима | Број становника по пописима | Број становника по пописима | Број становника по пописима | Број становника по пописима | Број становника по пописима | Број становника по пописима | Број становника по пописима | Број становника по пописима | Број становника по пописима | Број становника по пописима | Број становника по пописима | Број становника по пописима |
| --------------------------- | --------------------------- | --------------------------- | --------------------------- | --------------------------- | --------------------------- | --------------------------- | --------------------------- | --------------------------- | --------------------------- | --------------------------- | --------------------------- | --------------------------- | --------------------------- | --------------------------- | --------------------------- |
| 1857                        | 1869                        | 1880                        | 1890                        | 1900                        | 1910                        | 1921                        | 1931                        | 1948                        | 1953                        | 1961                        | 1971                        | 1981                        | 1991                        | 2001                        | 2011                        |
| 0                           | 0                           | 32                          | 34                          | 37                          | 48                          | 0                           | 0                           | 70                          | 55                          | 64                          | 47                          | 0                           | 0                           | 137                         | 137                         |

Напомена: У 2001. настало је издвајањем из насеља Марина. У 1857, 1869, 1921, 1931, 1981. и 1991. подаци су садржани у насељу Марина.